# Pratteln
Pratteln es una comuna suiza del cantón de Basilea-Campiña, situada en el distrito de Liestal. Limita al norte con la comuna de Grenzach-Wyhlen (DE-BW), al este con Augst y Füllinsdorf, al sur con Frenkendorf, al suroeste con Gempen (SO), y al oeste con Muttenz.
La ciudad tiene una población de cerca de 15.000, de los cuales el 37 por ciento es de nacionalidad extranjera.